# Аргос
 Тази статия е за града.  За митологичните фигури вижте Аргос (митология).  
Аргос (на гръцки: Άργος) е град в Гърция в областта Пелопонес. След реформите по закона Каликратис от 2011 година Аргос е център на дем Аргос-Микена.

## Етимология
Името на града е много древно и има няколко теории за етимологията му. Най-популярната го свързва с езика на пеласгите, първите обитатели на района – на техния език Аргоз означава „равнина“. Алтернативна теория свързва името с митичния цар Аргос, чието име селището приема вместо предишното Phoronikon Astu (Φορωνικόν Άστυ, „град на Фороней“ – основател на Аргос според древногръцката митология). Трето предположение свързва името с думата „αργός“ (argós), която значи „бял“; вероятно свързано с изгледа на равнината по време на жътва. Според Страбон, името може да произлиза от „αγρός“ (поле).

## История

### Древна Гърция
Мястото е обитавано още от времето на късния неолит, като са намерени находки от преди 7000 години.:с. 124- Оттогава селището е обитавано без прекъсване на едно и също място. В географско отношение мястото е на кръстопът между Немея, Коринт и Аркадия. Според митологията е основано от Фороней. Историческото присъствие на пеласгите се доказва от лингвистични остатъци, запазени до наши дни, като името на града Аргос и на крепостта Лариса, разположена на хълм над града и осигуряваща контрол над плодородната равнина на древна Арголида. Недалеч се намира и езерото Лерна.
По време на микенския период градът е солидна крепост и си съперничи по влияние с Микена и Тиринт, като след тяхното западане става център на Арголида.
Най-голям разцвет древният Аргос достига през VII век пр.н.е. по времето на енергичния цар Фидон. При неговото царуване той дори се изправя срещу Спарта в спор за водеща роля в Пелопонес. По време на най-големия си разцвет полисът има свои школи и работилници по грънчарство, бронзови скулптури и изработка на облекло. В него се провеждат не по-малко от 25 празненства годишно, както и редовен панаир на местни продукти. На мястото на днешния манастир е съществувал храм на Хера (Херайон), със статуя на богинята седнала на трон, изработена от злато и слонова кост от скулптора Поликлет Стари, съвременник и съперник на Фидий. В града е имало и светилища на Аполон и Атина.
По време на войните между Атина и Спарта през V и IV век пр.н.е. Аргос е съюзник на атиняните, макар и неефективен. През класическия период Аргос е демокрация с изключение на съвсем кратък промеждутък между 418 и 416. Демокрацията е установена след катастрофална загуба от спартанците в битката при Сепея през 494 г. пр.н.е., в която загиват толкова много аргосци, че избухва въстание и за първи път гражданство в полиса получават и чужденци, дотогава без граждански права.
Народното събрание се наричало (aliaia), имало е ръководен съвет (bola) и друг Съвет на осемдесетте, но точните им функции не са известни. Магистратите са били избирани за срок от шест месеца и в края на мандата им е била извършвана оценка. Има някои данни, че е практикуван остракизъм.

### Римско време, Средновековие и модерни времена
По римско време Аргос е част от провинция Ахея, а по византийско – част от темите Елада и Пелопонес.
След края на Четвъртия кръстоносен поход крепостта Лариса е завзета от кръстносците и районът става част от Сеньория Аргос и Науплия. През 1388 е продадена на Венецианската република, но преди венецианците да встъпят във владение, е завзета от деспота на Морея Тодор I Палеолог; все пак венецианците се настаняват тук през 1394 г. и управляват до 1463 г., когато градът е завладян от османците.
По време на османското владичество Аргос е разделен на четири квартала (махали): гръцка (Рум), Liepur махала (основно с албанци), Bekir Efenti махала и Besikler махала (заможните турци). Градът нараства експоненциално, макар и застрояването да е хаотично, както отбелязва френският пътешественик Франсоа Пуквил. Всички квартали имат главна улица, свързваща квартала с останалите, и второстепенни малки улички. Този модел до голяма степен е запазен.
Аргос остава в турски ръце до началото на гръцката война за независимост от 1821 г., когато богатите турски семейства се преместват в Навплио, който има по-сигурни градски стени. Като част от общото въстание в различни части на Гърция са сформирани местни органи за управление и в Аргос на 28 март 1821 г. е провъзгласено „Консулство на Аргос“, подчинено на Сената в Пелопонес. Първият консул е Стамателос Антонопулос.
По-късно Аргос признава обединеното Временно правителство на Първото гръцко Народно събрание в Епидавър (1821 – 1822) и в крайна сметка става част от Кралство Гърция. С назначаването на граф Йоан Каподистрия за председател на гръцкото правителство започват години на модернизация. Обсъждана е възможността Аргос да бъде избран за столица вместо Атина, като се изтъквало наличието на свободни големи площи за застрояване, за разлика от Атина, където се налагало изкупуване на земи от църквата, но това предложение е отхвърлено от бащата на първия гръцки крал Ото, Лудвиг, който настоява за Атина и това става факт през 1834 г.

## Личности
- Поликлет Стари – древногръцки скулптор
- Антоний Комбос (1920 – 2005), гръцки духовник
- Йоаким Смирниотис (? – 1965), гръцки свещеник